# Sobór Wniebowstąpienia Pańskiego w Kiszyniowie
Sobór Wniebowstąpienia Pańskiego – prawosławny sobór parafialny w Kiszyniowie, w jurysdykcji eparchii kiszyniowskiej Mołdawskiego Kościoła Prawosławnego.

## Historia
Sobór został wzniesiony na potrzeby kiszyniowskiej społeczności bułgarskiej na miejscu starszej, drewnianej cerkwi św. Mikołaja, która również należała do Bułgarów, od 1815 posiadała status soboru, lecz uległa zniszczeniu wskutek pożaru w 1823. Prace budowlane nad nowym obiektem trwały w latach 1827–1830. Gotową świątynię konsekrował wówczas arcybiskup kiszyniowski Dymitr.
Sobór nazywany jest wymiennie cerkwią Wniebowstąpienia Pańskiego (takie jest święto patronalne głównego ołtarza) i cerkwią św. Paraskiewy, gdyż w jego przednawiu znajdowała się kaplica św. Paraskiewy, w której wystawiona dla kultu była uważana za cudotwórczą kopia ikony Matki Bożej „Wszystkich Strapionych Radość”. W okresie międzywojennym freski w stylu neobizantyńskim wykonali w niej m.in. Alexandru Plămădeală i P. Piskariow (ten ostatni malował również freski w nawie obiektu). Kaplica zawaliła się podczas trzęsienia ziemi w 1940. Uratowaną ikonę przeniesiono do głównej nawy cerkwi.
Cerkiew wpisana jest do rejestru zabytków Mołdawii.

## Architektura

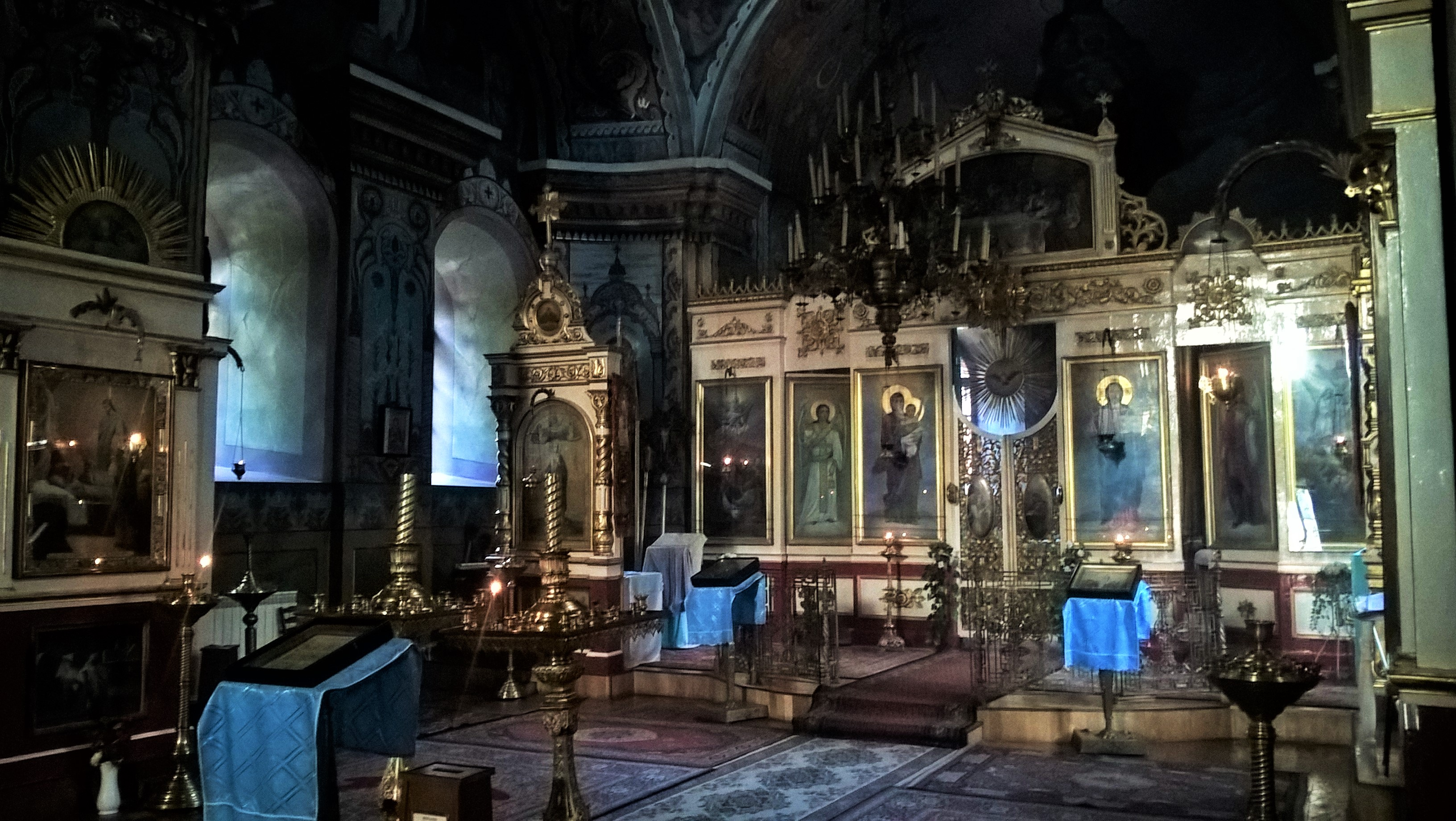
Wnętrze świątyni (wrzesień 2016)

Pierwotnie budowla nie przylegała do ulicy, lecz była otoczona ciasną zabudową. Obiekty te zostały wyburzone podczas poszerzania dzisiejszej ul. Vasile Alecsandriego.
Cerkiew została wzniesiona w stylu bliskim barokowi, z wyraźnymi wpływami bałkańskiej architektury sakralnej. Zbudowana jest na planie wydłużonego wieloboku, z szerszą środkową częścią nawy i zamkniętym półkolistą absydą pomieszczeniem ołtarzowym. Budynek posiada dwie kopuły: nad środkową częścią nawy oraz na wieży nad przedsionkiem. Z zewnątrz budowla zdobiona jest trzema portykami oraz pilastrami.